# 1942 au cinéma
| Années du cinéma : 1939 - 1940 - 1941 - 1942 - 1943 - 1944 - 1945    |
| Décennies du cinéma : 1910 - 1920 - 1930 - 1940 - 1950 - 1960 - 1970 |

Cet article présente les faits marquants de l'année 1942 au cinéma.

## Événements
- L'annuaire Le Tout-Cinéma année 1942 paraît avec sa partie officielle et l'organisation du c.o.i.c, ses mementos téléphoniques des organismes et membres de la corporation, la liste des cinémas, les annonces des nouveaux films, les films présentés, les photos et adresses de 167 acteurs et actrices, des documentations sur la projection et une annexe sur le cinéma italien.
- 4 juin : Création de la société franco-allemande France-Actualité qui détiendra le monopole de diffusion des actualités cinématographiques.
- 15 octobre :  La projection de films britanniques ou américains est interdite en France.

- le format 17,5 mm Pathé-Rural est interdit par l'occupant allemand. Tout le matériel doit être converti au format 16 mm.

## Principaux films de l'année
- Bambi : film d'animation de Walt Disney.
- Casablanca de Michael Curtiz avec Humphrey Bogart et Ingrid Bergman - Oscar 1943 du meilleur film. Sortie le 26 novembre.
- Dernier Atout de Jacques Becker.
- Goupi Mains Rouges : drame français de Jacques Becker avec Fernand Ledoux, Robert Le Vigan et Blanchette Brunoy.
- La Clé de verre (The Glass Key) de Stuart Heisler avec Alan Ladd et Veronica Lake.
- L'Assassin habite au 21 : de Henri-Georges Clouzot avec Suzy Delair et Pierre Fresnay (7 août).
- Le Cygne noir : film d'aventures de Henry King avec Tyrone Power et Maureen O'Hara.
- La Femme de l'année : comédie de George Stevens avec Katharine Hepburn et Spencer Tracy.
- La Nuit fantastique de Marcel L'Herbier.
- La Splendeur des Amberson (The Magnificent Ambersons) réalisé par Orson Welles avec Fred Fleck, Jack Moss et Robert Wise, Dolores Costello, Agnes Moorehead et Tim Holt (1er juillet à Hollywood).
- La Symphonie fantastique de Christian-Jaque, première le 1er avril à Paris.
- Le Lit à colonnes de Roland Tual
- Les Visiteurs du soir réalisé par Marcel Carné avec Arletty, Fernand Ledoux et Roger Blin Alain Cuny, Marie Déa 5 décembre.
- Les Inconnus dans la maison, film d’Henri Decoin, avec Raimu et Mouloudji (mai).
- Lumière d'été de Jean Grémillon.
- Madame et ses flirts (The Palm beach story) de Preston Sturges avec Claudette Colbert et Joel McCrea.
- Madame Miniver (Mrs Miniver) de William Wyler avec Greer Garson et Walter Pidgeon - Oscar du meilleur film 4 juin à Hollywood.
- Ma femme est une sorcière (I married a witch) de René Clair avec Fredric March et Veronica Lake.
- Quatre Pas dans les nuages (Quattro passi tra le nuvole)  d'Alessandro Blasetti.
- Sabotage à Berlin (Desperate Journey) de Raoul Walsh avec Errol Flynn et Raymond Massey.
- To Be or Not to Be d'Ernst Lubitsch.
- Une femme cherche son destin (Now Voyager) d'Irving Rapper avec Bette Davis, Paul Henreid et Claude Rains.
- Uniformes et Jupons courts (The Major and the Minor) de Billy Wilder avec Ginger Rogers.

## Récompenses et distinctions

### Oscars
- Meilleur film : Madame Miniver de William Wyler (Mrs. Miniver)
- Meilleure actrice : Greer Garson, Madame Miniver
- Meilleur acteur : James Cagney, La Glorieuse Parade (Yankee Doodle Dandy)
- Meilleur second rôle féminin : Teresa Wright, Madame Miniver (Madame Miniver)
- Meilleur second rôle masculin : Van Heflin, Johnny, roi des gangsters (Johnny Eager)
- Meilleur réalisateur : William Wyler, Madame Miniver

## Principales naissances
- 3 janvier : 
  - John Thaw († 21 février 2002), acteur britannique.
  - Danièle Thompson
- 8 janvier : Yvette Mimieux († 18 janvier 2022).
- 15 janvier : Charo
- 16 janvier : Richard Bohringer
- 19 janvier : Michael Crawford
- 13 février : Peter Tork († 21 février 2019).
- 14 février : Roland Giraud
- 17 mars : Roze Stiebra, réalisatrice de films d'animation lettone
- 28 mars : Mike Newell
- 29 mars : Scott Wilson († 6 octobre 2018).
- 5 avril : Peter Greenaway
- 24 avril : Barbra Streisand
- 20 juin : Raphaël Rebibo
- 1er juillet : Geneviève Bujold
- 3 juillet : Eddy Mitchell
- 13 juillet : Harrison Ford
- 20 août : Isaac Hayes († 10 août 2008).
- 31 août : George Kuchar († 6 septembre 2011).
- 5 septembre :
  - Werner Herzog
  - Youssef Cherif Rizkallah
- 28 septembre : Pierre Clémenti († 27 décembre 1999).
- 29 septembre : 
  - Ian McShane
  - Yves Rénier († 24 avril 2021).
- 11 octobre : Amitabh Bachchan
- 14 octobre : Suzzanna ( 15 octobre 2008).
- 23 octobre : Michael Crichton († 4 novembre 2008).
- 26 octobre : Bob Hoskins († 29 avril 2014)
- 1er novembre : Marcia Wallace († 25 octobre 2013)
- 17 novembre : Martin Scorsese
- 24 novembre : Billy Connolly
- 19 décembre : Rufus
- 28 décembre : 
  - Benoît Allemane († 5 janvier 2025)
  - Michèle Perello († 10 janvier 2004).
  - Dino Tavarone
- 30 décembre : Fred Ward († 8 mai 2022).

## Principaux décès
- 16 janvier : Carole Lombard, actrice américaine (femme de Clark Gable) dans un accident d’avion près de Las Vegas (°6 octobre 1908).
- 17 février : Ievgueni Tcherviakov, réalisateur et scénariste soviétique (°27 décembre 1899).
- 21 février : Victor Boucher, acteur français, à Paris (°24 août 1877).
- 13 mai : Josette Andriot, actrice française (°23 août 1886).
- 29 mai : John Barrymore, acteur américain (°15 février 1882).
- 20 juillet : Germaine Dulac, réalisatrice française (°17 novembre 1882).